# Valeria Horatia de tribunis plebis
Valeria Horatia de tribunis plebis va ser una llei establerta l'any 449 aC per Luci Valeri Potit i el seu col·lega al consolat Marc Horaci Barbat, que establia la inviolabilitat dels tribuns de la plebs, els edils, els jutges (precedents dels pretors), els decemvirs, una magistratura abolida poc abans, però que podia tornar a ser nomenada en el futur, i que tot aquell que els fes mal, fos sacrificat a Júpiter i la seva família dedicada a Ceres.